# IC 1286
IC 1286 ist eine Spiralgalaxie vom Hubble-Typ Sab im Sternbild Drache am Nordsternhimmel. Sie ist schätzungsweise 257 Millionen Lichtjahre von der Milchstraße entfernt.
Das Objekt wurde am 11. Juni 1888 von Lewis Swift entdeckt.